# Ankunftsbereich

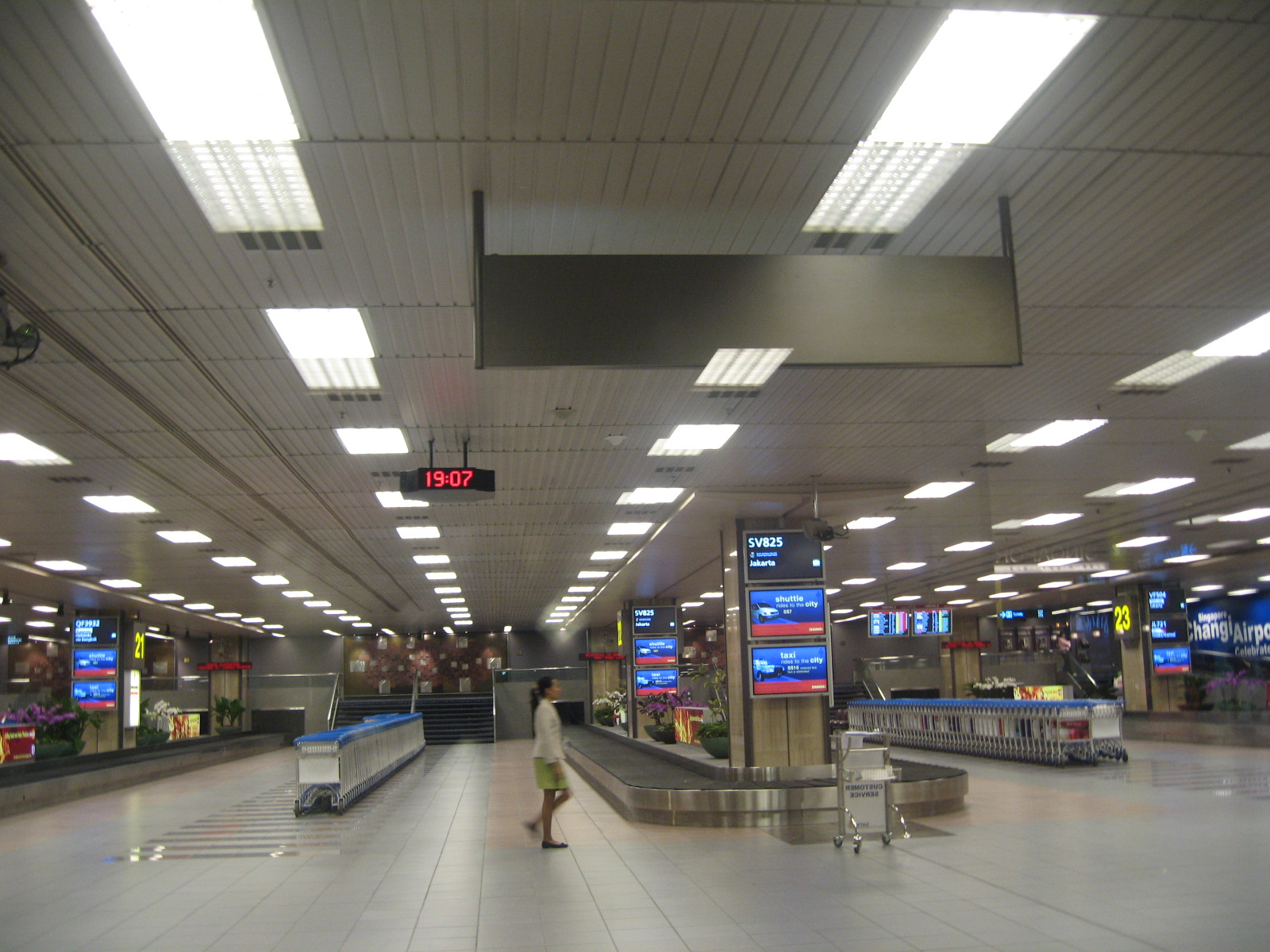
Gepäckband im Ankunftsbereich

Der Ankunftsbereich ist Teil der Flughafeninfrastruktur und befindet sich zusammen mit dem Abflugbereich im Terminal des Flughafens. Zur Ausstattung des Ankunftsbereiches zählen im Wesentlichen die Gepäckausgabe mit den Gepäckbändern, Zollabfertigung, Sicherheitskontrolle sowie Sitz- und Ruhemöglichkeiten. Des Weiteren befinden sich dort Anzeigetafeln ankommender Maschinen, Verspätungs- und Flugsteiganzeigen. Einen Anschluss an öffentliche Verkehrsmittel und Mietwagenschalter ist in der Regel vorhanden.